# AraInfo
AraInfo | Diario Libre d'Aragón es un diario digital de Aragón de información general, fundado en 2010, que escribe principalmente en castellano, con artículos también en aragonés y catalán. El equipo se organiza de forma colaborativa y asamblearia, e incorpora la perspectiva de género y la economía solidaria en la base de su trabajo periodístico. Coopera y comparte contenidos con otros medios de comunicación alternativos como La Directa, El Salto, Argia, Ahotsa.info, Pikara Magazine, Koiné TV, Zero Grados, Radio Topo y Pretendemos Gitanizar el Mundo.

## Historia
AraInfo es un medio digital de información que nació el año 2010 de forma cooperativa y que transmite la actualidad desde la economía social y el feminismo, utilizando aragonés, catalán y castellano. Desde sus comienzos, han optado por un diseño web adaptable a cualquier dispositivo (ordenador, tabletas, teléfonos inteligentes, etc.) y, además, un diseño accesible a todas las personas, independientemente de las limitaciones propias del individuo (discapacidades, idioma, conocimientos, experiencia, etc.).
Forma parte de las Redes de Economía Alternativa y Solidaria (REAS) de Aragón, de la cooperativa de servicios para el mercado social MESCoop Aragón y de la cooperativa de servicios financieros, éticos y solidarios Coop57.
El contenido informativo se publica bajo una licencia libre (CC BY-ND 4.0) y su reconocimiento como medio alternativo aragonés lo avalan medio millar de personas suscriptoras y más de 750.000 lectoras mensuales.
A inicios de 2020, que cumplió una década de vida, era el medio de comunicación digital nativo más leído en Aragón.

## Equipo
En el órgano de gobierno del Diario Libre d’Aragón se toman las decisiones de forma asamblearia, está compuesto en la actualidad por seis personas, socias y trabajadoras de la cooperativa y militantes: Iker González, Chorche Tricas, Dora Díaz, Pablo Hijar, Cristian Arcos y Mary Carmen Bozal a quienes se les suma un amplio número de personas colaboradoras.